# Comuna Rudka-Kozînska, Rojîșce
Rudka-Kozînska (în ucraineană Рудка-Козинська) este o comună în raionul Rojîșce, regiunea Volînia, Ucraina, formată din satele Kozîn și Rudka-Kozînska (reședința).

## Demografie
Componența lingvistică a satului Rudka-Kozînska
     Ucraineană (99,39%)
     Alte limbi (0,52%)
Conform recensământului din 2001, majoritatea populației satului Rudka-Kozînska era vorbitoare de ucraineană (99,39%), existând în minoritate și vorbitori de alte limbi.